# چونگجین
چونگجین (به لاتین: Chongjin) یک شهر در کره شمالی است که در استان هامگیونگ شمالی واقع شده‌است.

## خصوصیات
چونگجین ۲۶۹ کیلومترمربع مساحت و ۶۲۷٬۰۰۰ نفر جمعیت دارد و سومین شهر بزرگ کره شمالی بعد از پیونگ یانگ و هامهونگ است.

## خواهرخوانده
شهر خاباروفسک خواهرخواندهٔ چونگجین هست.